# 8. benátsko-turecká válka
8. benátsko-turecká válka se odehrála v letech 1714–1718. Tento konflikt bývá označován také jako benátsko-rakouská válka s Turky, 6. rakousko-turecká válka, či 1. turecká válka Karla VI. Jednalo se o pokus Osmanské říše o revizi podmínek karlovického míru z roku 1699, který zpočátku začal jako konflikt Turků s Benátskou republikou.

## Průběh
9. prosince 1714 vyhlásilo Turecko válku Benátkám. Teprve v červnu 1715 však turecká flotila opustila Dardanely a Turci brzy dobyli benátský Peloponés (nazývaný také Morea), čímž porušili ustanovení karlovického míru.
Teprve v roce 1716 vstoupilo do války na straně Benátek Rakousko. Císařským vojskům velel princ Evžen Savojský. Začala tak 6. rakousko-turecká válka, v níž nejprve byla turecká armáda v srpnu 1716 poražena u Petrovaradínu, v říjnu 1716 Rakušané dobyli Temešvár a v srpnu 1717 Bělehrad.
21. června 1718 byli Turci přinuceni uzavřít Požarevacký mír. Na základě této mírové smlouvy získaly Benátky části Dalmácie a dvou měst v Epiru výměnou za ztracený Peloponés a Krétu.

## Chronologie války
- Námořní bitva na Korfu (8. července 1716)
- Obležení Korfu (19. července – 11. srpna 1716)
- Bitva u Petrovaradína (5. srpna 1716)
- Dobytí Temešváru (12. října 1716)
- Námořní bitva o Imbros (12., 13. a 16. června 1717)
- Námořní bitva v Matapanské zátoce (19. července 1717)
- Obléhání Bělehradu (28. července – 18. srpna 1717)
- Požarevacký mír (21. června 1718)